# Chikkolale, Chikmagalur
Chikkolale là một làng thuộc tehsil Chikmagalur, huyện Chikmagalur, bang Karnataka, Ấn Độ.